# Ministre des Marchés publics de la défense
Le ministre des marchés publics de la défense est un poste subalterne au sein du ministère de la Défense du gouvernement britannique.
L'actuelle titulaire du poste est la députée travailliste Maria Eagle qui a été nommée le 8 juillet 2024.

## Origines
Ce poste ministériel découle de deux postes; les aspects liés à l’approvisionnement relevaient du ministre de l’Approvisionnement (soit un ministre d’État, soit le sous-secrétaire d’État parlementaire), alors que les aspects logistiques de la défense étaient encore sous la responsabilité du ministre d’État aux Forces armées.
Ce poste a été créé en 2007 pour refléter la création de l’organisation de l’équipement et du soutien de défense du ministère britannique de la Défense. Paul Drayson a été le premier titulaire. Bien que Paul Drayson ait occupé le poste de ministre d’État, tous ses successeurs ont été des sous-secrétaires parlementaires, le grade ministériel le plus bas du gouvernement britannique.
Le poste a été réaffecté en 2010 au poste de ministre de l’Équipement, du Soutien et de la Technologie de la Défense. Le titre actuel du poste n’est pas clair, car il a été annoncé à la fois comme ministre des acquisitions de la défense et ministre de l'équipement, de la technologie et du soutien de la défense.

## Responsabilités
Le ministre est responsable:
- Livraison du plan d'équipement
- entreprise nucléaire
- Réforme de l'équipement et du soutien de la défense (DE&S)
- exportations de LA défense
- innovation
- science et technologie de la défense, y compris DSTL
- Technologie informatique
- l'Office de réglementation de la source unique (SSRO)
- Domaines et investissements DIO
- Environnement et durabilité

## Ministre de la Défense pour l'équipement, 1967-1970
| Nom | Nom                              | Portrait | Mandat         | Mandat        | Parti politique | Premier Ministre |
| --- | -------------------------------- | -------- | -------------- | ------------- | --------------- | ---------------- |
|     | Roy Mason député pour Barnsley   |          | 7 janvier 1967 | 16 avril 1968 | Travailliste    | Harold Wilson    |
|     | John Morris député pour Aberavon |          | 16 avril 1968  | 19 juin 1970  | Travailliste    | Harold Wilson    |

## Ministre d'État à la Défense, 1970-1972
| Nom | Nom                                 | Portrait | Mandat       | Mandat          | Parti politique | Premier Ministre |
| --- | ----------------------------------- | -------- | ------------ | --------------- | --------------- | ---------------- |
|     | Robert Lindsay député pour Hertford |          | 23 juin 1970 | 5 novembre 1972 | Conservateur    | Edward Heath     |

## Ministre des marchés de la défense, 1971-1972
| Nom | Nom                                          | Portrait | Mandat       | Mandat          | Parti politique | Premier Ministre |
| --- | -------------------------------------------- | -------- | ------------ | --------------- | --------------- | ---------------- |
|     | Ian Gilmour député pour Chesham and Amersham |          | 7 avril 1971 | 5 novembre 1972 | Conservateur    | Edward Heath     |

## Ministre de la défense, 1972-1981
| Nom             | Nom                                          | Portrait | Mandat            | Mandat            | Parti politique | Premier Ministre  |
| --------------- | -------------------------------------------- | -------- | ----------------- | ----------------- | --------------- | ----------------- |
|                 | Ian Gilmour député pour Chesham and Amersham |          | 5 novembre 1972   | 8 janvier 1974    | Conservateur    | Edward Heath      |
|                 | George Younger député pour Ayr               |          | 8 janvier 1974    | 4 mars 1974       | Conservateur    | Edward Heath      |
|                 | Bill Rodgers député pour Stockton-on-Tees    |          | 4 mars 1974       | 10 septembre 1976 | Travailliste    | Harold Wilson     |
| James Callaghan | Bill Rodgers député pour Stockton-on-Tees    |          | 4 mars 1974       | 10 septembre 1976 | Travailliste    |                   |
|                 | John Gilbert député pour Dudley East         |          | 10 septembre 1976 | 4 mai 1979        | Travailliste    |                   |
|                 | Euan Howard                                  |          | 6 mai 1979        | 5 janvier 1981    | Conservateur    | Margaret Thatcher |
|                 | Thomas Trenchard                             |          | 5 janvier 1981    | 29 mai 1981       | Conservateur    | Margaret Thatcher |

## Ministre des marchés de la défense, 1981-2007
| Nom | Nom                                               | Portrait   | Mandat            | Mandat            | Parti politique | Premier Ministre  |
| --- | ------------------------------------------------- | ---------- | ----------------- | ----------------- | --------------- | ----------------- |
|     | Thomas Trenchard                                  |            | 29 mai 1981       | 6 janvier 1983    | Conservateur    | Margaret Thatcher |
|     | Geoffrey Pattie député pour Chertsey and Walton   |            | 6 janvier 1983    | 11 septembre 1984 | Conservateur    | Margaret Thatcher |
|     | Adam Butler député pour Bosworth                  |            | 11 septembre 1984 | 2 septembre 1985  | Conservateur    | Margaret Thatcher |
|     | Norman Lamont député pour Kingston-upon-Thames    |            | 2 septembre 1985  | 21 mai 1986       | Conservateur    | Margaret Thatcher |
|     | David Trefgarne                                   |            | 21 mai 1986       | 24 juillet 1989   | Conservateur    | Margaret Thatcher |
|     | Alan Clark député pour Plymouth Sutton            |            | 24 juillet 1989   | 14 avril 1992     | Conservateur    | Margaret Thatcher |
|     | Alan Clark député pour Plymouth Sutton            | John Major | 24 juillet 1989   | 14 avril 1992     | Conservateur    |                   |
|     | Jonathan Aitken député pour South Thanet          |            | 14 avril 1992     | 20 juillet 1994   | Conservateur    |                   |
|     | Roger Freeman député pour Kettering               |            | 20 juillet 1994   | 6 juillet 1995    | Conservateur    |                   |
|     | James Arbuthnot député pour Wanstead and Woodford |            | 6 juillet 1995    | 1er mai 1997      | Conservateur    |                   |
|     | John Gilbert                                      |            | 2 mai 1997        | juillet 1999      | Travailliste    | Tony Blair        |
|     | Elizabeth Symons                                  |            | juillet 1999      | 8 juin 2001       | Travailliste    | Tony Blair        |
|     | Willy Bach                                        |            | 8 juin 2001       | 6 mai 2005        | Travailliste    | Tony Blair        |
|     | Paul Drayson                                      |            | 6 mai 2005        | 6 mars 2007       | Travailliste    | Tony Blair        |

## Ministre de la Défense équipements et du Soutien, 2007-2012
| Nom          | Nom                                              | Portrait | Mandat          | Mandat           | Parti politique | Premier Ministre |
| ------------ | ------------------------------------------------ | -------- | --------------- | ---------------- | --------------- | ---------------- |
|              | Paul Drayson                                     |          | 6 mars 2007     | 7 novembre 2007  | Travailliste    | Tony Blair       |
| Gordon Brown | Paul Drayson                                     |          | 6 mars 2007     | 7 novembre 2007  | Travailliste    |                  |
|              | Ann Taylor                                       |          | 7 novembre 2007 | 5 octobre 2008   | Travailliste    |                  |
|              | Quentin Davies député pour Grantham and Stamford |          | 5 octobre 2008  | 12 mai 2010      | Travailliste    |                  |
|              | Peter Luff député pour Mid Worcestershire        |          | 9 juin 2010     | 4 septembre 2012 | Conservateur    | David Cameron    |

## Ministre des Marchés publics de la défense, 2012–2024
| Nom                                              | Nom                                                 | Portrait        | Mandat           | Mandat           | Parti politique | Premier Ministre |
| ------------------------------------------------ | --------------------------------------------------- | --------------- | ---------------- | ---------------- | --------------- | ---------------- |
|                                                  | Philip Dunne député pour Ludlow                     |                 | 4 septembre 2012 | 14 juillet 2016  | Conservateur    | David Cameron    |
| Harriett Baldwin député pour West Worcestershire |                                                     | 18 juillet 2016 | 9 janvier 2018   |                  | Conservateur    | David Cameron    |
| Harriett Baldwin député pour West Worcestershire | Theresa May                                         | 18 juillet 2016 | 9 janvier 2018   |                  | Conservateur    |                  |
|                                                  | Guto Bebb député pour Aberconwy                     |                 | 9 janvier 2018   | 16 juillet 2018  | Conservateur    |                  |
|                                                  | Stuart Andrew député pour Pudsey                    |                 | 19 juillet 2018  | 27 juillet 2019  | Conservateur    |                  |
|                                                  | Anne-Marie Trevelyan député pour Berwick-upon-Tweed |                 | 27 juillet 2019  | 16 décembre 2019 | Conservateur    | Boris Johnson    |
|                                                  | James Heappey député pour Wells                     |                 | 16 décembre 2019 | 13 février 2020  | Conservateur    | Boris Johnson    |
|                                                  | Jeremy Quin député pour Horsham                     |                 | 13 février 2020  | 7 septembre 2022 | Conservateur    | Boris Johnson    |
|                                                  | Alec Shelbrooke député pour Elmet and Rothwell      |                 | 7 septembre 2022 | 26 octobre 2022  | Conservateur    | Liz Truss        |
|                                                  | Alex Chalk député pour Cheltenham                   |                 | 26 octobre 2022  | 21 avril 2023    | Conservateur    | Rishi Sunak      |
|                                                  | James Cartlidge député pour South Suffolk           |                 | 21 avril 2023    | 5 juillet 2024   | Conservateur    | Rishi Sunak      |

## Ministre des Marchés publics de la défense et de l'Industrie, 2024-
| Nom | Nom                                        | Portrait | Mandat         | Mandat   | Parti politique | Premier Ministre |
| --- | ------------------------------------------ | -------- | -------------- | -------- | --------------- | ---------------- |
|     | Maria Eagle députée pour Liverpool Garston |          | 8 juillet 2024 | en cours | Travailliste    | Keir Starmer     |